# Chẳng phải định mệnh của nhau
Chẳng phải định mệnh của nhau (tên tiếng Thái: พรหมไม่ได้ลิขิต, phiên âm Thái: Prom Mai Dai Likit) là phim truyền hình Thái Lan được phát sóng vào năm 2018. Phim với sự tham gia của Sukrit Wisedkaew và Esther Supreeleela thủ vai, đây là lần thứ hai họ hợp tác sau thành công của phim Em là định mệnh của anh năm 2017.

## Nội dung
Phim xoay quanh câu chuyện tình yêu định mệnh đầy trắc trở của nữ y tá xinh đẹp Karakade và anh chàng triệu phú Orachun. Trong một lần phải phẫu thuật, Orachun tình cờ quen biết cô y tá Karakade, họ không hợp nhau ngay từ lần gặp đầu tiên và liên tục xảy ra tranh cãi. Tuy nhiên, sau một thời gian được Karakade chăm sóc chu đáo và khắt khe, Orachun dần nhận ra tình cảm của mình và quyết tâm theo đuổi cô y tá xinh đẹp. Tuy nhiên, họ gặp phải không ít trở ngại, vừa về tính cách vừa về khoảng cách.

## Diễn viên
- Sukrit Wisedkaew với vai Orachun "Or" Tangcharoenkit
- Esther Supreeleela với vai Y tá Karakade "Kade" Vejchalai
- Akarat Nimitchai với vai Bác sĩ Nipit "Nit" Wajanapichai (chồng sau này Karakade)
- Natthapat Wipatkornthrakul với vai Kattaleeya "Kat" (vợ sau này Orachun, ngoại tình Phuwadol)
- Rathfar Chaichueanjit với vai Jaisawang (bạn Nipit du học)
- Pantila Pansirithanachote với vai Parichat "Pa" Tangcharoenkit (em gái Orachun)
- Chinawut Indracusin với vai Phuwadol (cặp bồ Kattaleeya)
- Parunyu Rojanawuttitum với vai Bác sĩ Thikamporn (chồng Parichat)
- Utumporn Silapan với vai Chuensri Tangcharoenkit (mẹ Orachun & Parichat)
- Dilok Thong wattana với vai Amnuay (chú Orachun)
- Praima Ratchata với vai Sirilak (vợ Amnuay, thím Orachun)
- Natharinee Kanasoot với vai Yai (con gái Amnuay & Sirilak)
- Waranit Jirarojjaroen với vai Raung (con gái Amnuay & Sirilak)
- Nutpawin Kulkalyadee với vai Bác sĩ Phayah
- Sarocha Watitapun với vai Y tá Samonming
- Panisara Prinyarux với vai Y tá Yaowadee
- Paweena Ruean Anukul với vai Y tá Nong Nang
- Ravisrarat Pibulpanuvat với vai Y tá Waewjan
- Wiwat Phasomsab với vai Bác sĩ Oab
- Siripon Yuktadatta với vai Christy
- Puwadon Vejvongsa với vai Ben (em trai Kattaleeya)
- Pawanrat Narksuriya với vai Metta (dì Karakade)

## Ca khúc nhạc phim
- ความหมาย (Kwahm Mai) - Atom Chanagun
- ธอยังมีฉัน (Tur Yung Mee Chun) - Bie Sukrit (2021 re-run)
- ก่อนเช้า (Gaun Chao) - Bie Sukrit (ep 15)
- ไม่อยู่ในชีวิตแต่อยู่ในหัวใจ (Mai Yoo Nai Cheewit Dtae Yoo Nai Hua Jai) - Lula (ep 18)

## Rating
- Tập 1: 1.92
- Tập 2: 2.20
- Tập 3: 2.10
- Tập 4: 2.40
- Tập 5: 1.90
- Tập 6: 1.86
- Tập 7: 2.40
- Tập 8: 2.20
- Tập 9: 2.13
- Tập 10: 2.30
- Tập 11: 2.22
- Tập 12: 2.20
- Tập 13: 2.10
- Tập 14: 2.00
- Tập 15: 2.21
- Tập 16: 2.41
- Tập 17: 2.57
- Tập 18: 1.90
- Tập 19: 3.00
- Tập 20: 3.13
- Tập 21: 3.39
- Tập 22: 3.39
- Tập 23: 3.40
- Tập 24: 3.70
- Tập 25: 3.70
- Tập 26: 3.90
- Tập 27: 4.50

Trung bình: 2.63 (rating đứng thứ 4 Lakorn One 2018)